# Алтенбург
Алтенбург (њем. Altenburg) град је у њемачкој савезној држави Тирингија. Једно је од 40 општинских средишта округа Алтенбургер Ланд. Према процјени из 2010. у граду је живјело 35.965 становника. Посједује регионалну шифру (AGS) 16077001.

## Географија
Алтенбург се налази у савезној држави Тирингија у округу Алтенбургер Ланд. Град се налази на надморској висини од 202 метра. Површина општине износи 45,6 km².

## Становништво
У самом граду је, према процјени из 2010. године, живјело 35.965 становника. Просјечна густина становништва износи 789 становника/km².

## Међународна сарадња
| Мјесто | Држава   | Врста сарадње | Од    |
| ------ | -------- | ------------- | ----- |
| Добеле | Летонија | контакт       | 1991. |
| Извор  |          |               |       |